# Aleksandr Mielnikow
Aleksandr Grigorjewicz Mielnikow (ros. Алекса́ндр Григо́рьевич Ме́льников, ur. 20 października 1930 w Oriechowie-Zujewie, zm. 25 grudnia 2011 w Moskwie) – radziecki i rosyjski polityk komunistyczny, I sekretarz Komitetów Obwodowych KPZR w Tomsku (1983–1986) i Kemerowie (1988–1990), jeden z przywódców Komunistycznej Partii Federacji Rosyjskiej i Związku Partii Komunistycznych - Komunistycznej Partii Związku Radzieckiego.

## Życiorys
1948–1953 studiował w Moskiewskim Instytucie Inżynieryjno-Budowlanym im. Kujbyszewa, później pracował jako inżynier na Syberii, m.in. w tajnym mieście pod Tomskiem i w kombinacie w mieście Tomsk 7 (obecnie Siewiersk). 1955−1959 instruktor wydziału politycznego Komsomołu, kierownik wydziału organizacyjno-instuktorskiego i II sekretarz Komitetu Miejskiego Komsomołu w Tomsku-7, od 1957 członek KPZR. W 1957 ukończył Wieczorowy Uniwersytet Marksizmu-Leninizmu przy Komitecie Miejskim KPZR w Tomsku-7, 1959–1963 instruktor i kierownik wydziału budownictwa i gospodarki miejskiej Komitetu Miejskiego KPZR w Tomsku-7, 1963–1966 przewodniczący Miejskiego Komitetu Wykonawczego Rad Delegatów Robotniczych. 1965 zaocznie ukończył Wyższą Szkołę Partyjną przy KC KPZR, 1966 wybrany I sekretarzem Komitetu Miejskiego KPZR w Tomsku-7/Siewiersku, 1970–1973 kierownik wydziału budownictwa Komitetu Obwodowego KPZR w Tomsku, 1973–1980 sekretarz (na wniosek Jegora Ligaczowa), a 1980–1983 II sekretarz Komitetu Obwodowego KPZR w Tomsku. Od 29 kwietnia 1983 do 31 stycznia 1986 I sekretarz Komitetu Obwodowego KPZR w Tomsku, później kierownik Wydziału Budownictwa KC KPZR. Od 17 listopada 1988 do 22 września 1990 I sekretarz Komitetu Obwodowego KPZR w Kemerowie, zarządca Kuźnieckiego Zagłębia Węglowego. Deputowany do Rady Najwyższej ZSRR 11 kadencji. 1990–1991 pracował w KC KPZR, od 1990 sekretarz KC Komunistycznej Partii Rosyjskiej Federacyjnej Socjalistycznej Republiki Radzieckiej.
Jeden z założycieli i przywódców Komunistycznej Partii Federacji Rosyjskiej oraz Związku Partii Komunistycznych - Komunistycznej Partii Związku Radzieckiego, sekretarz Rady Związku Partii Komunistycznych tej partii. 1991–1994 dyrektor generalny Międzywydziałowego Stowarzyszenia Gospodarczego „Monolitstroj”, 1994–1996 przewodniczący Rady Centralnego Municypalnego Banku Komercyjnego. 1996–1998 funkcjonariusz państwowy - szef Zarządu Strategii Ministerstwa Federacji Rosyjskiej ds. Współpracy z Państwami - członkami Wspólnoty Niepodległych Państw, doradca ministra Federacji Rosyjskiej ds. WNP. 2000−2002 doradca Państwowego Sekretarza Państwa Związkowego, dyrektor Międzynarodowego Instytutu Integracyjnej Dyplomacji przy Centralnej Agencji Rozwoju Systemowych Inicjatyw Integracyjnych Związku Rosji i Białorusi. Od 2002 doradca dyrektora generalnego Grupy Kompanii Inżynieryjnych „SITES” miasta Moskwy, równocześnie prezydent Międzynarodowego Stowarzyszenia Współpracy Praktycznej.
Pochowana na Cmentarzu Wagańkowskim w Moskwie.

## Odznaczenia
- Order Rewolucji Październikowej (25 kwietnia 1971)
- Order Czerwonego Sztandaru Pracy (dwukrotnie - 29 lipca 1966 i 2 marca 1981)
- Order „Znak Honoru” (29 marca 1976)
- Medal 100-lecia urodzin Lenina (5 listopada 1969)
- Medal „Za pracowniczą wybitność” (7 marca 1962)
- Medal „Za rozwój zasobów mineralnych i rozwój kompleksu nafto-gazowego Zachodniej Syberii” (11 września 1983)
- Odznaka Za zasługi dla obwodu tomskiego (20 października 2010)